# Batchichta
Batchichta (en macédonien Бачишта ; en albanais Balçishta) est un village de l'ouest de la Macédoine du Nord, situé dans la municipalité de Kitchevo. Le village comptait 772 habitants en 2002.

## Démographie
Lors du recensement de 2002, le village comptait :
- Albanais : 756
- Macédoniens : 1
- Autres : 15